# 雜賀征伐
雜賀征伐天正5年（1577年）2月至3月期間，織田信長進攻紀伊國雜賀眾的戰役，最後雜賀眾對織田家表示降伏，但織田軍退出了紀伊。

## 戰況
天正5年（1577年）2月2日，紀伊國雜賀眾裡的三緘眾和根來眾的杉之坊答應擔任織田家的內應，因此織田信長決定親自出馬攻打紀伊國，招集各方兵馬匯聚，其嫡子織田信忠便率領尾張、美濃兩國的兵馬在9日離開岐阜城出陣，伊勢國的織田信包、織田信雄、織田信孝也率軍前來會合。織田信長還招來越前、若狹、丹波、丹後、播磨的兵力到京都集結，後在2月13日出擊。
織田軍在當日越過淀川到達八幡，翌14日因為風雨而逗留到15日才進入若江城，16日時抵達和泉香庄，對一向一揆在貝塚的砦發動攻擊，在織田軍先鋒攻擊下，砦中的一向一揆在17日趁夜半乘船逃離，但仍有約300人遭到織田軍斬殺，在織田信長進行首實檢時，紀伊國的根來眾的杉之坊便前來參見，表態參加織田家進攻雜賀的戰事。
2月18日，織田信長移師至佐野鄉，在22日進軍志立，將兵馬分別沿海路跟山路拆成兩隊進軍，山路方面由新降的三緘眾和杉之坊為響導，引領佐久間信盛、羽柴秀吉、堀秀政、荒木村重、別所長治、別所重宗共3萬織田軍進入雜賀放火。但雜賀眾也在小雜賀川前，沿河岸構築柵欄防備，趁著堀秀政的部隊過河時用大量洋槍射擊，使堀秀政的部隊損失慘重，被迫後撤。為了反過來圍攻雜賀眾，原先負責山路部隊先軍後路警固的稻葉一鐵、氏家直通・飯沼長繼便在紀之川的渡口布陣。
同時，織田軍沿海路進發的部隊由瀧川一益、丹羽長秀、明智光秀、細川藤孝、筒井順慶以及大和眾領軍3萬朝淡輪口進發，經抽籤決定後，由明智光秀和細川藤孝直走山中的道路進發，其他兵力分為兩隊由道旁的山谷進軍，雜賀眾為了抗敵也出兵交戰，在後方的織田信忠跟織田信包、織田信雄、織田信孝部隊加入戰局後，雜賀眾遭到擊退，細川藤孝的家臣下津權內立下一番槍的功勞，雜賀眾戰死160多人，織田軍在戰勝後，持續進逼中野城，將城池團團包圍，鄰近的一宮、十河、太田垣等砦的雜賀眾相繼棄守撤退。而雜賀眾裡投降織田家的太田左近在進攻中野城時，作為先登討取城將雜賀權太夫。
2月28日，織田信長將本陣移至淡輪，中野城聽聞織田信長將親自來攻的消息，便表示降伏交出城池，織田信忠受降後接收了中野城，並在當地駐紮，織田信長也在進發之際先招來細川家臣下津權內進行褒揚。
3月1日，織田信長命令瀧川一益、丹羽長秀、明智光秀、細川藤孝、筒井順慶跟蜂屋賴隆與若狹眾攻打鈴木孫一的居城。攻城部隊用竹束構成井樓，以洋槍射擊城內士兵，造成雜賀眾不小的傷亡。，不分日夜發動猛攻同時，織田信長也將本陣移往山路、海路兩支部隊中間的鳥取鄉若宮八幡宮，並且命令堀秀政、武藤舜秀、不破光治、丸毛長照、福富秀勝、中條將監、山岡景隆、牧村長兵衛、福田三河、丹羽右近、野大膳、生駒市左衛門、生駒三吉前往根來口，協助小雑賀、紀之川方面的山路部隊，且在當地放火。
織田大軍長期滯留在雜賀，織田軍已出現困頓狀況，而遭受圍攻的雜賀眾也不好受，因此雜賀眾的土橋平次、鈴木孫一、岡崎三郎大夫、松田源三大夫、宮本兵大夫、島本左衛門大夫、栗村二郎大夫等7人連署，透過佐久間信盛表示降伏，織田信長雖知雜賀眾並非真正投降，但考量到大坂方面的本願寺可能趁機有所動作，所以也許可了這次的和議。
織田信長在３月21日領兵離開紀伊，但仍命令佐久間信盛、池田恆興、丹羽長秀、羽柴秀吉、荒木村重、明智光秀、滯留在佐野村一帶興建城砦，完工後將這座佐野城交給織田信張跟杉之坊鎮守。

## 戰後
雖然織田信長獲得雜賀眾降伏的表示，但並未真正剿滅雜賀眾，因此將軍足利義昭跟毛利輝元去信給上杉謙信時皆聲稱織田信長失利，希望促使上杉謙信配合毛利輝元一起攻擊織田信長。
雜賀眾對織田信長的請和，也確實只是權宜之計，在當年8月便傳出雜賀眾要再度起兵的風聲，織田家臣萬見重元也將此事報知和泉國的淡輪大和守要他小心防備，在雜賀眾發兵出擊時，織田信長命令佐久間信盛前往鎮壓，但佐久間信盛反遭雜賀眾擊敗。
天正6年（1578年）5月，雜賀眾進攻投降織田家的太田左近，歷經1個月的包圍後，太田左近再度投降雜賀眾。天正8年（1580年，本願寺顯如跟織田信長和談，退出石山本願寺後，在天正10年（1582年1月27日，雜賀眾的鈴木孫一在織田信長默許下，殺死同為雜賀眾的土橋平次，隨後發兵攻打土橋氏的居館，織田信長聞訊後派遣織田信張率領根來眾跟和泉眾支援鈴木孫一，土橋平次的五個兒子連同根來寺的千職坊會合防備，織田信長在2月派遣野野村正成前去擔任攻城戰的檢使，自知難敵後土橋方的千職坊等人率30騎脱出，但遭到齋藤六大夫追撃，千職坊遭到討取。織田信長也將千職坊首級在安土城的百百橋示眾，同月8日，土橋家的城館被攻陷，以織田信張擔任城代，織田信張後在23日經根來寺歸陣。